# حسام الدين زروق
حسام الدين زروق وُلد في 7 مايو 1992 في سيدي بوسعيد، لاعب كرة طائرة تونسي تدرب في السعيدية الرياضية من سيدي بوسعيد. يبلغ ارتفاعه 1.98 مترًا ويلعب دور لاعب وسط في المستقبل الرياضي بالمرسى.

## النوادي
- عام 2004 - 2012 : السعيدية الرياضة ( تونس)
- 2012 - عام 2015 : سعيدية سيدي بوسعيد ( تونس)
- 2015 - 2016 : النادي الأولمبي بالكرم ( تونس)
- عام 2016 - عام 2017 : الاتحاد الرياضي بقرطاج ( تونس)
- منذ عام 2017 : المستقبل الرياضي بالمرسى ( تونس)

## الجوائز
- 2009 : نهائي البطولة التونسية للناشئين (السعيدية الرياضية).
- 2013 : المتأهل للنهائي والفائز بالبطولة الوطنية للدرجة الثانية والانتقال إلى دوري الدرجة الأولى (سعيدية سيدي بوسعيد).
- 2016 : المتأهل للنهائي والفائز بالبطولة الوطنية للدرجة الثانية والانتقال إلى دوري الدرجة الأولى (الاتحاد الرياضي بقرطاج).